# Naissance en 1228
Naissance
- 1224
- 1225
- 1226
- 1227
- 1228
- 1229
- 1230
- 1231
- 1232

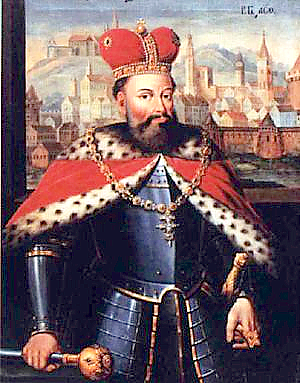
Léon Ier de Galicie, né en 1228.

Cette page dresse une liste de personnalités nées au cours de l'année 1228 :
- Conrad IV de Hohenstaufen,  roi de Germanie, roi de Sicile (en tant que Conrad Ier), roi de Jérusalem (en tant que Conrad II) et duc de Souabe (en tant que Conrad III).
- Abou Bakr (Mansa du Mali)
- Guillaume II, comte de Hollande (Guillaume II) et roi des Romains.
- Jacques de Voragine, archevêque de Gênes, auteur de la Légende dorée.
- Léon Ier de Galicie, roi de Galicie et Volhynie (Lodomérie).
- Llywelyn le Dernier, dernier roi gallois indépendant avant la conquête du Pays de Galles par Édouard Ier d'Angleterre.
- Mathieu III de Montmorency, baron de Montmorency.
- Sancie de Provence, reine des Romains.
- Takatsukasa Kanehira, sesshō, il prend la tête du clan Fujiwara, puis il est nommé kampaku.
- Trần Hưng Đạo, général vietnamien de la Dynastie Trần.

date incertaine (vers 1228)
- Enguerrand IV de Coucy, vicomte de Meaux, sire de Coucy, seigneur de Montmirail et de Crèvecœur, d'Oisy, de Marle, de La Fère, de Crépy et de Vervins.
- Guillaume Ier de Roquefeuil, seigneur de Roquefeuil Versols.
- Al-Nasir Yusuf, dernier sultan ayyoubide d'Alep et de Damas.

## Crédit d'auteurs
- Cet article est partiellement ou en totalité issu de l'article intitulé « 1228 » (voir la liste des auteurs).